# 真興 (儂智高)
真興（しんこう）は、宋代にチワン族の独立政権を樹立し皇帝を称した儂智高が建てた年号。1041年-1049年。

## 西暦との対照表
| 真興 | 元年   | 2年    | 3年    | 4年    | 5年    | 6年    | 7年    | 8年    | 9年    |
| 西暦 | 1041年 | 1042年 | 1043年 | 1044年 | 1045年 | 1046年 | 1047年 | 1048年 | 1049年 |